# Fasnia

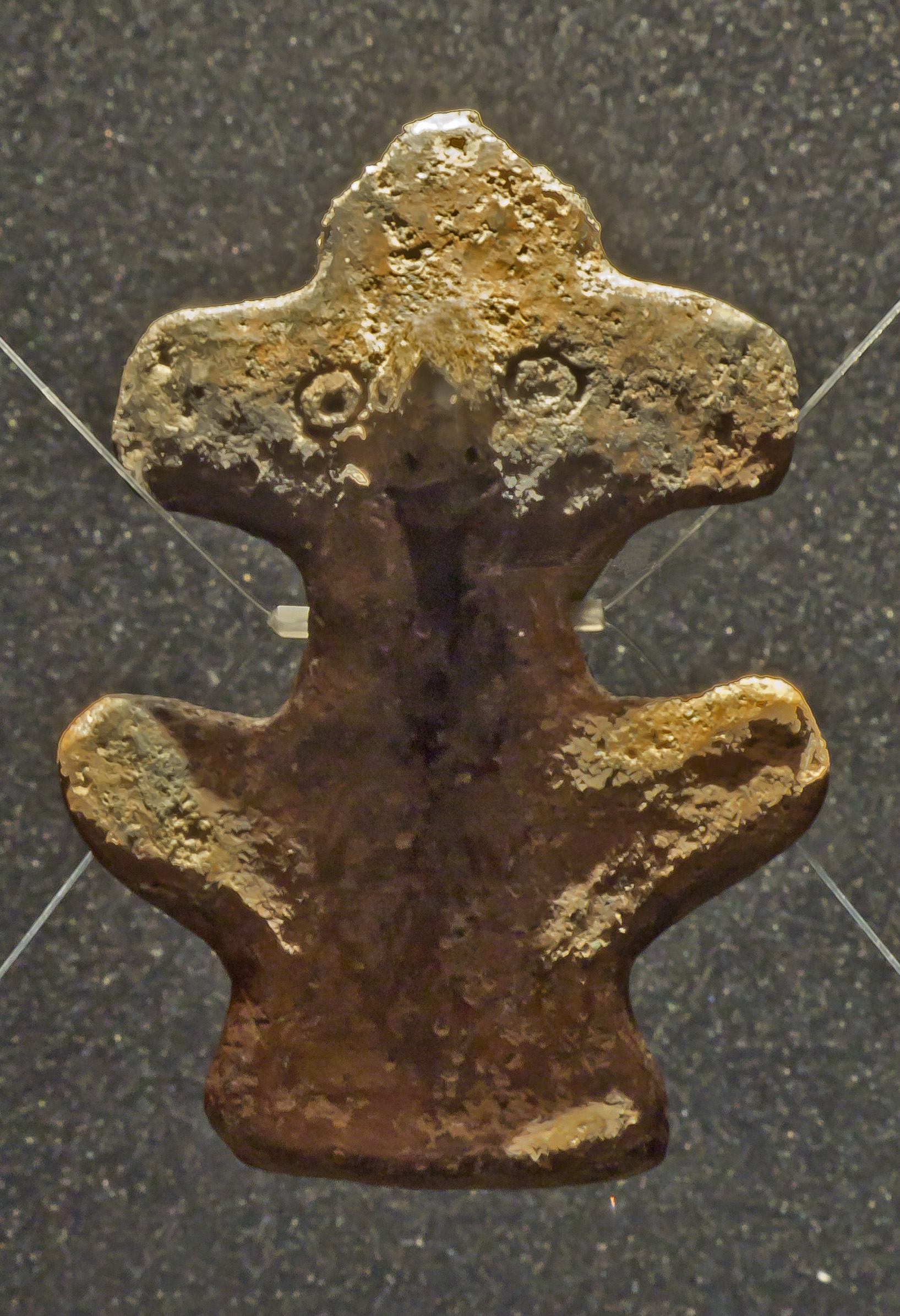
Ídol Guatimac, Museu Arqueològic del Puerto de la Cruz (trobat en una cova en aquest municipi).

Fasnia és un municipi de l'illa de Tenerife, a les illes Canàries. Està situat al sud-est de l'illa, limita amb la comarca d'Agache (en el municipi de Güímar) pel barranc d'Herques.

## Personatges il·lustres
- Emiliano Díaz Castro diputat del PSOE a les eleccions de 1936.